# Сладж-метал
Сладж-ме́тал (англ. sludge metal) — екстремальний музичний жанр, що виник на основі думу та хардкор-панку, окрім того, значний вплив склали індастріал та нойз. Це типова дисонансна та експериментальна музика, часто з використанням некласичного вокалу, дисторшну інструментів та різко контрастних темпів. Як окремий жанр з'явився опісля 1990 року завдяки колективам з Нового Орлеану, які зазвичай розвивали ідеї сатерн-року. Пізніші групи також застосовували елементи пост-металу.
Поєднує повільні темпи, важкі ритми і темну, песимістичну атмосферу дум-металу з агресією, вокалом та додаванням швидких темпів хардкор-панку.

## Музична характеристика
Поєднує повільні темпи, важкі ритми і темну, песимістичну атмосферу дум-металу з агресією, вокалом та додаванням швидких темпів хардкор-панку. Струнні інструменти (електро та бас гітари) налаштовані нижче стандарного строю і сильно дисторційовані. Темп виконання здебільшого повільний і середній, але часто зі швидкісними фрагментами. Однією із характерних особливостей жанру є повільні та «в'язкі» гітарні риффи та часті «брейкдауни». Деколи гітрані рифи побудовані на блюзовій основі, що створює схожість із стонер-металом та сатерн-металом. Також музика доповнюється «гулом», або «свистом» гітарних «фідбеків», фактично вони складають повноцінний музичний елемент. Соло, як правило, відсутні, а якщо присутні, то зазвичай дисонасні, нечіткі, в'їдливі. Ударні використовуються у характерній для думу формі. Важливе значення має акцентування повільних рифів барабанами.
Лірично та виконавчо, через насиченість лірикою політичної тематики і окремі музичні елементи, має значну схожість з краст-панком. Поняття «сладж-метал» як правило вважається еквівалентним поняттю «слаж-кор», і здебільшого використовується в скороченому формулюванні «сладж».
Окрім власне сладж-гуртів, жанр є розповсюдженим полем для експериментів у багатьох команд, які поєднують сладж з іншими напрямками, або експериментують без жанрових прив’язок.

## Історія
Найбільш ранніми експериментами, які можуть бути класифіковані як сладж-метал, є, імовірно, творчість бостонської групи Kilslug, що утворилась у 1982 році та виконувала дуже грубий панк-рок з елементами дум-металу та антимелодійним вокалом. Пізніше група розпалась, а її лідер Ларі «Лайфлесс» брав участь у колективах Upsidedown Cross та Adolf Satan. Вагомішим кроком до появи сладж-металу були експерименти групи Melvins на їх альбомі «Gluey Porch Treatments» (1987), де вони уповільнили традиційний панк-рок та зробили його більш важким і в'язким. Музика Melvins надихнула ряд груп із США, а саме з Нью-Орлеану (Eyehategod, Crowbar, Acid Bath) а також деякі групи із східного та західного узбережжя США (Buzzoven, Dystopia, Grief, Cavity, Upsidedown Cross, Neurosis, Negative Reaction та ін.), які і сформували сладж як самостійний жанр. Розвиток сладжу відбувався пліч-о-пліч із розвитком стоунер-металу і багато груп, які класифікуються як сладж, активно використовували елементи стонеру в своїй музиці, і навпаки. В середині 90-х років сладж отримав всесвітню популярність, в той же час залишаючись в глибокому андеграунді.  В 2000-х роках розвиток сладжу еволюціонував в більш «чистий» і атмосферний пост-метал.

## Представники

### Традиційний
- Acid Bath
- Buzzoven
- Cavity
- Come to Grief
- Cough
- Crowbar
- Eyehategod
- Fistula
- Fudge Tunnel
- Graves At Sea
- Grief
- Harvey Milk
- Iron Monkey
- Meth Drinker
- Negative Reaction
- Noothgrush
- Primitive Man
- Ramesses
- Toadliquor
- Ultralord

### Стоунер-сладж
- Belzebong
- Bomg
- Bongzilla
- Bongripper
- Conan
- Corrosion of Conformity
- Dopethrone
- Electric Wizard
- High on Fire
- Kylesa
- Red Fang
- Torche
- Ufomammut
- Weedeater
- Windhand
- YOB

### Блековий/дезовий сладж
- 1914
- Churchburn
- Coffinworm
- Cult of Occult
- Inter Arma
- Lord Mantis
- Mantar
- Tombs
- Usnea

### Інші колективи з використанням елементів сладжу
- 16
- Alice in Chains
- Baroness
- Black Label Society
- Black Cobra
- Boris
- Burning Witch
- Cancer Bats
- Coffins
- Cult of Luna
- Devouring Star
- Dystopia
- Goatsnake
- Godflesh
- Isis
- Kingdom Of Sorrow
- Kvelertak
- Mastodon
- Melvins
- Neurosis
- Octopus Kraft
- Superjoint Ritual
- Rwake
- Soilent Green